# Cerkiew św. Sergiusza z Radoneża w Kownie
Cerkiew św. Sergiusza z Radoneża w Kownie – zachowana w ruinie cerkiew prawosławna w Kownie, na Aleksocie, na Fredzie, w kompleksie Twierdzy Kowno.

## Historia
Cerkiew została zbudowana na przełomie lat 80. i 90. XIX wieku na potrzeby 5 batalionów artylerii na stałe rozlokowanych w twierdzy kowieńskiej z inicjatywy komendanta twierdzy. Powstała poprzez rozbudowę dawnej kaplicy katolickiej, ze składek żołnierzy jako cerkiew filialna soboru św. Michała. Pracami kierowali pułkownik Nieplujew i podpułkownik Wojewodski. Budynek został poświęcony 8 listopada 1891. Na stałe był do niego przypisany kapelan.
Po I wojnie światowej zaadaptowana na katolicki kościół wojskowy. Uszkodzona w czasie II wojny światowej, niszczała nadal, gdy w 1948 została znacjonalizowana, a następnie zaadaptowana na salę sportową. Od 2001 posiada status zabytku. Istniały projekty renowacji zabytku i przekazania go położonemu w pobliżu Muzeum Botanicznemu. Ostatecznie w 2003 zrujnowaną cerkiew zakupił Apostolski Kościół Ormiański z przeznaczeniem do remontu i ponownej adaptacji na cele sakralne.

## Architektura
Cerkiew została wzniesiona z kamienia i miała mieścić jednorazowo 200 osób. Wejście do niego prowadziło przez przedsionek, ponad którym wznosiła się zwieńczona cebulastą kopułą dzwonnica. Poniżej poziomu dachu cerkiew zdobił rząd "oślich grzbietów", na każdej ścianie dzwonnicy znajdowało się jedno półkoliste okno. Cały budynek otaczał fryz. Ponad prezbiterium znajdowała się druga, większa kopuła, dekorowana podobnie jak położona nad dzwonnicą i malowana na niebiesko. We wnętrzu obiektu znajdowały się freski z postaciami czterech Ewangelistów oraz ołtarz. Nie zachowały się informacje o wyglądzie ikonostasu cerkwi.